# Zygmunt Siedlecki (lekkoatleta)
Zygmunt Siedlecki (ur. 4 kwietnia 1907 w Porochońsku w parafii Pińsk, zm. 28 sierpnia 1977 w Białobrzegach) – polski lekkoatleta oraz trener lekkoatletyczny.
Ukończył Gimnazjum im. dr. Tytusa Chałubińskiego w Radomiu w 1929 oraz Centralny Instytut Wychowania Fizycznego w Warszawie w 1932. Był miotaczem oraz wieloboistą. W 1932 uzyskał bardzo dobry wynik w dziesięcioboju 7853,82 punktów i zakwalifikował się do reprezentacji Polski na igrzyska olimpijskie w 1932 w Los Angeles. Po pierwszym dniu olimpijskiej rywalizacji zajmował 9. miejsce, jednak z powodu kontuzji wycofał się w drugim dniu zawodów.
Był mistrzem Polski w rzucie dyskiem w 1934, wicemistrzem w pchnięciu kulą w 1931 i 1933 oraz w rzucie dyskiem w 1931, a także brązowym medalistą w rzucie dyskiem w 1933. Zwyciężył w skoku w dal z miejsca podczas zimowych mistrzostw Polski w 1935. Na tych samych mistrzostwach wywalczył brązowy medal w pchnięciu kulą.
Dwukrotnie poprawiał lekkoatletyczne rekordy Polski: w dziesięcioboju w 1932 (7853,82 pkt, 29 czerwca 1932 w Warszawie) oraz w rzucie dyskiem w 1934 (45,95 m, 8 sierpnia 1934 w Warszawie). Dziesięciokrotnie reprezentował Polskę w meczach reprezentacji, odnosząc 2 zwycięstwa indywidualne.
Na stopień podporucznika rezerwy został mianowany ze starszeństwem z 1 stycznia 1935 i 1237. lokatą w korpusie oficerów piechoty. Przed II wojną światową był kierownikiem Miejskiego Ośrodka WF w Warszawie. W kampanii wrześniowej walczył w szeregach 72 Pułku Piechoty. Później działał w konspiracji.
Po wojnie był kierownikiem ośrodka sportowego w Białobrzegach, a następnie trenerem Stali Radom i Pilicy Białobrzegi.